# Okerkleurige vezeltruffel
De okerkleurige vezeltruffel (Rhizopogon luteolus) is een schimmel behorend tot de Rhizopogonaceae. Het is een ectomycorrhiza-schimmel en hij groeit bij den (Pinus). Hij groeit in naaldbossen op droge, voedselarme, zure zandgrond met weinig strooisel, ook bij jonge bomen. Vruchtlichamen verschijnen in de herfst.

## Kenmerken
Vruchtlichamen hebben zijn vrij oppervlakkig en vaak gedeeltelijk bovengronds. De diameter is 1,5 tot 5 cm. De vorm is ovaal tot bolvormig. De kleur is in het begin wittig, wordt later okergeel en ten slotte olijfbruin. De basidiosporen zijn langwerpig-elliptisch, olijfachtig en meten 7-10 × 2,5-3,5 µm.

## Verspreiding
De okerkleurige vezeltruffel komt voor in Europa en Australië en sporadisch daarbuiten. Het wordt in de land- en tuinbouw gebruikt als inoculant voor de bodem. Het werd opzettelijk geïntroduceerd in Pinus radiata-plantages in West-Australië nadat werd vastgesteld dat het de boomgroei verbeterde.  
In Nederland komt hij algemeen voor. Hij staat niet op de rode lijst en is niet bedreigd.